# Santa Lucía (Ecuador)
Santa Lucía es una ciudad ecuatoriana; cabecera del cantón homónimo, en la provincia del Guayas.

## Toponimia
Según la historia es llamada Santa Lucía en honor a la patrona de la ciudad de origen de Francisco de Lentini originario de Lentini, Siracusa, Italia.

## Símbolos

### Bandera
La bandera de Santa Lucía, está conformada por tres colores y un triángulo de color celeste y en el centro del mismo se encuentra una estrella de color blanco, este triángulo está fijado al asta simbolizando la lucha de nuestros hermanos por la Independencia de Guayaquil y los tributos y aportes para el desarrollo de nuestra libérrima ciudad capital de provincia.
En la parte superior de la bandera es de color amarillo y comprende la mitad de la misma, representando la grandeza y riqueza de sus extensas mieses agrícolas.
El segundo tercio es de color verde, el que simboliza sus fértiles tierras de sus comarcas campesinas, emporio de desarrollo de nuestro Cantón.
La parte inferior está representada por el último tercio color rojo, el mismo que nos enorgullece al pueblo luciano de sus justas batallas que supieron librar nuestros aguerridos Chonanis, para no ser presa fácil de los conquistadores; como también la Lucha Alfarina que da lustre y brillo a este pueblo cuna de hombres que pusieron en alto el pendón nacional, así como el esfuerzo y constancia de su emancipación por su cantonización.

### Escudo
El Escudo del Cantón Santa Lucía está formado por un blasón, el mismo que lo forman quince eslabones de cadena de acero (color), el mismo que demuestra su fuerza eterna de poder y confianza para su desarrollo y los quince años de lucha por la cantonización.
Este blasón está dividido a la altura de un eslabón y en su parte superior por tres eslabones, dentro de este marco esta sobre la ribera de la margen izquierda aguas arriba, donde a sus pies esta el río Daule, el mismo que es surcado por una canoa a canalete en el que se encuentra dentro de la misma un campesino, demostrando que ante todo nuestro pueblo mantuvo su comercio por vía fluvial.
Al centro está dividido por dos cuarteles verticales y en el de la derecha al centro se encuentra un piñón, el que representa el impulso de un pueblo que busca el desarrollo industrial para mejores días de sus hijos y la república, este piñón está cortado por un cuerno de ABUNDANCIA, ya que de sus entrañas vierte frutas y cereales para el consumo alimenticio de sus hijos y hermanos ecuatorianos.
El otro cuartel vertical de la izquierda, se observa una antorcha empuñada por una mano y a la mitad de la misma hay un eslabón de CADENA ROTA en su mitad, en la parte superior de la antorcha se lee la palabra libertad, y en el costado derecho está inscrito el año de 1820, simbolizando el año de la creación parroquial, a su izquierda y en la parte baja al comenzar la mano está escrito 1986, año de liberación del Cantón Daule.
En el último tercio donde remata seis eslabones del blasón, y dentro del mismo esta un campesino en plena faena de siembra de arroz, economía del pueblo luciano.
A los costado el escudo está orlado por dos banderas a la izquierda la del cantón Santa Lucía y a la derecha la Bandera Nacional.
En la parte superior por una al blasón, una franja blanca, símbolo de pureza, en la parte que está inscrita la palabra “A todo señor, su honor” frase que simboliza la dignidad y representación de los presentes y futuros hombres que llegaron al concejo.

## Historia
Se conoce que desde hace siglos atrás estas tierras fueron visitadas por el conquistador español Francisco Pizarro, quien se encontraba en Panamá conjuntamente con Diego de Almagro, los cuales celebraron un convenio mediante el cual Pizarro sería el Jefe de dicha expedición. En 1542 salió la expedición rumbo al sur con más de 100 hombres, pero este primer viaje fue un fracaso por lo que tuvieron que regresar a Panamá, Pizarro no desmayó en sus propósitos ya que era por excelencia como todo español ambicioso a las riquezas.
Fue así como organizaron una segunda expedición y llegaron hasta la desembocadura del Río San Juan. Pizarro ordenó al piloto de la expedición Bartolomé Ruiz, que hiciera un reconocimiento por las tierras del sur (se refería a las tierras de las hoy provincias de Esmeraldas, Manabí y Guayas) Navegaban sin prisa, tratando de conocer más bien la costa, buscando indicios del país fabuloso que le daría la fortuna.
Una vez hecho el reconocimiento, Bartolomé Ruiz regresó donde Pizarro comunicándole que dichas tierras revelaban una riqueza incalculable y que varios de esos indios llevaban adornos y diademas de oro y que ofrecían Esmeraldas, lo que certificaba la riqueza de esas tierras, además Bartolomé Ruiz comunicó a Pizarro que había observado un ancho río (probablemente se refería al río Guayas). Pizarro y sus hombres emprendieron (entre ellos Francisco de Lentini) el viaje, el primer suelo ecuatoriano que los españoles tenían a la vista era Esmeraldas, desembarcaron y trataron a los aborígenes, vivieron entre estos por varios días, luego Pizarro y Bartolomé Ruiz continuaron el viaje, pasando frente a las costas de Manabí.
Fue el primer europeo que atravesó la línea equinoccial o ecuatorial. Según el destacado historiador profesor Hipólito Camba Ramos, manifestaba que esta expedición se denominaba MISIÓN LUCIANA que se desembarcaron en la costa de la provincia del Guayas, en donde los indios Huancavilcas le ofrecían regalos de un valor incalculable. Los españoles se comunicaban con los indios por medio de sus intérpretes que hacían, la conexión entre estos dos idiomas. Fue por estas circunstancias que los españoles se enteraron del gran imperio incásico. Por lo que continuaron con sus ideales de conquistar dicho imperio. Optando seguir aguas arribas por el caudaloso Guayas.
Santa Lucía como parroquia perteneció al cantón Daule, la fecha de parroquialización se considera el 12 de diciembre de 1820 y como pueblo creyente de la fe cristiana, se celebra la fiesta patronal en homenaje a Santa Lucía, el 13 de diciembre.
Santa Lucía ha sido uno de los pueblos que aportó con sus hijos a la libertad independendestista del 9 de octubre de 1820 y de un 24 de mayo de 1822. Hombres como el general Juan Miguel triviño, general José Dionisio Navas, coronel José Dionisio Ronquillo, coronel Crespín Cerezo y coronel Leopoldo Rugel Merchán, coronel Tomás Rugel Macías, mayor Ignacio Viteri Mosquera, comandante José Domingo Franco, comandante Redeno Márquez, capitán Juan José Vúlamar, José Rosendo Almea, José Buenaventura Castro, Rosendo Castañeda, sargentos mayores: Ismael Franco, Alfredo Ruiz Peralta., Rodolfo Rugel, Ciro Dionisio Ronquillo, Mario Cevallos, Pedro Zanbrano, Carlos Piza, Juan Almea, Joaquín Rugel, José Gabriel Vera y otros que ofrendaron sus vidas para la libertad de nuestros pueblos. En mérito a ello se le permitió a Santa Lucía. elegir a su primer diputado, dignidad que recayó en el ciudadano español Nicolás Antonio Martínez, quien participó en la elaboración de la Primera ley de elecciones de la Provincia Libre de Guayaquil, el 15 de octubre de 1820.
Santa Lucía fue cantonizada en 1986.

## Geografía
Santa Lucía está ubicada el centro-norte de la provincia del Guayas.
| Coordenadas geográficas |
| - Latitud: 1°42'51.5"S - Longitud: 79°59'10.7" O - Coordenadas UTM: N8128385.172; E19741554.450; zona: -0.00; factor escala: 4690 |

### Clima
| Parámetros climáticos promedio de Santa Lucía | Parámetros climáticos promedio de Santa Lucía | Parámetros climáticos promedio de Santa Lucía | Parámetros climáticos promedio de Santa Lucía | Parámetros climáticos promedio de Santa Lucía | Parámetros climáticos promedio de Santa Lucía | Parámetros climáticos promedio de Santa Lucía | Parámetros climáticos promedio de Santa Lucía | Parámetros climáticos promedio de Santa Lucía | Parámetros climáticos promedio de Santa Lucía | Parámetros climáticos promedio de Santa Lucía | Parámetros climáticos promedio de Santa Lucía | Parámetros climáticos promedio de Santa Lucía | Parámetros climáticos promedio de Santa Lucía |
| Mes                                           | Ene                                           | Feb                                           | Mar                                           | Abr                                           | May                                           | Jun                                           | Jul                                           | Ago                                           | Sep                                           | Oct                                           | Nov                                           | Dic                                           | Año                                           |
| --------------------------------------------- | --------------------------------------------- | --------------------------------------------- | --------------------------------------------- | --------------------------------------------- | --------------------------------------------- | --------------------------------------------- | --------------------------------------------- | --------------------------------------------- | --------------------------------------------- | --------------------------------------------- | --------------------------------------------- | --------------------------------------------- | --------------------------------------------- |
| Temperatura máxima media (°C)                 | 25,4                                          | 25,9                                          | 26,2                                          | 26,3                                          | 25,6                                          | 24,5                                          | 23,9                                          | 24,3                                          | 24,7                                          | 24,8                                          | 24,9                                          | 26,0                                          | 30                                            |
| Temperatura máxima media (°F)                 | 77,7                                          | 78,6                                          | 79,2                                          | 79,3                                          | 78,1                                          | 76,1                                          | 75,0                                          | 75,7                                          | 76,5                                          | 76,6                                          | 76,8                                          | 78,8                                          | 86                                            |
| Temperatura mínima media (°C)                 | 20,6                                          | 21,2                                          | 21,4                                          | 21,4                                          | 20,6                                          | 19,7                                          | 18,6                                          | 18,9                                          | 19,0                                          | 19,2                                          | 19,4                                          | 20,5                                          | 15                                            |
| Temperatura mínima media (°F)                 | 69                                            | 70                                            | 70                                            | 70                                            | 69                                            | 67                                            | 65                                            | 66                                            | 66                                            | 66                                            | 66                                            | 68                                            | 72                                            |
| Precipitaciones (mm)                          | 22,35                                         | 27,94                                         | 28,70                                         | 18,03                                         | 5,33                                          | 1,77                                          | 0,25                                          | 0,00                                          | 0,25                                          | 0,25                                          | 0,25                                          | 3,00                                          | 108.45                                        |
| Fuente: Weatherbase                           |                                               |                                               |                                               |                                               |                                               |                                               |                                               |                                               |                                               |                                               |                                               |                                               |                                               |

## Gobierno municipal
La ciudad y el cantón Santa Lucía, al igual que las demás localidades ecuatorianas, se rige por una municipalidad según lo estipulado en la Constitución Política Nacional. La Alcaldía de Santa Lucía es una entidad de gobierno seccional que administra el cantón de forma autónoma al gobierno central. La municipalidad está organizada por la separación de poderes de carácter ejecutivo representado por el alcalde, y otro de carácter legislativo conformado por los miembros del concejo cantonal.